# Цезар (раб)
Цезар (англ. Caesar; 1737 (?) — 1852) — американський раб, відомий тим, що міг бути найраніше народженою коли-небудь сфотографованою людиною, хоча його вік перевіреними джерелами не підтверджений. Його фотографія-дагеротип була зроблена в 1851 році. Також Цезар був останнім рабом, звільненим у Нью-Йорку.

## Життєпис
Цезар нібито народився у 1737 році рабом Ренсселіера Ніколла, який володів Бетлегем-гаузом у Бетлегемі, Нью-Йорк. За своє життя Цезар побачив три або чотири покоління власників маєтку Ніколлів у Бетлегемі. 1817 року йому дозволили відлучитися від роботи, оскільки на той час рабові було вже 80 років, і решту життя він прожив у цьому ж маєтку.
Хоча більшість рабів Нью-Йорку були звільнені до 4 липня 1827 року, Цезаря звільнили тільки в 1841 році, коли усі форми рабства в Нью-Йорку були заборонені.
1849 року художник Джордж Вашингтон Вудвард намалював ескіз портрета Цезаря, який сидить у кріслі, задрімавши. Цей малюнок був утрачений. 1851 року син останнього власника Цезаря вмовив його зробити дагеротипну фотографію. Це зображення стало однією з перших фотографій, на яких зображено афроамериканця. Пізніше цей дагеротип став відомий як Дагеротип Цезаря: раба. До фотографії додано підпис:
|  | Цезар, народжений рабом Вана Р. Ніколла, сина Вільяма, у 1737 році в Бетлегемі, Нью-Йорк, де він помер у 1852 році. Останній раб, який помер на Півночі. Його другим власником був Френсіс Ніколл, син Вана Р. Ніколла, а третім власником був Вм. Ніколл Сілл, онук Френсіса, який залишив усе своїй дружині Маргарет Сілл… Оригінальний текст (англ.) [Ceasar [sic], born a slave of Van R. Nicoll, son of William, in 1737 at Bethlehem, N.Y., where he died in 1852. The last slave to die in the North. This daguerreotype was taken in 1851. His 2nd master was Francis Nicoll, son of Van R. Nicoll and his 3rd master Wm. Nicoll Sill, grandson of Francis who left all to his wife Margaret Sill…] Помилка: [undefined] Помилка: {{Lang}}: немає тексту (допомога): текст вже має курсивний шрифт (допомога) |

Цезар помер 1852 року у віці 115 років, як зазначено на його надгробній плиті в штаті Нью-Йорк. Наразі немає жодних перевірених доказів його віку та дати народження. Точно відомо тільки рік смерті. Якби його вік було підтверджено, то Цезар став би не лише найстарішою коли-небудь сфотографованою людиною (перевершивши Джона Адамса, Конрада Гаєра та інших претендентів), а й одним із найстаріших американців.